# 克吕斯
克吕斯（法語：Cluses，法語發音：[klyz]），法国东部城市，奥弗涅-罗讷-阿尔卑斯大区上萨瓦省的一个市镇，隶属于博讷维尔区，其市镇面积为10.45平方公里，2022年1月1日时人口数量为17,366人，在法国城市中排名第562位。
克吕斯位于上萨瓦省东部，阿尔沃河谷中，是法国各地前往勃朗峰道路上的重要节点，同时也是一个区域性的中心城市，因精密部件制造而闻名。

## 地名来源

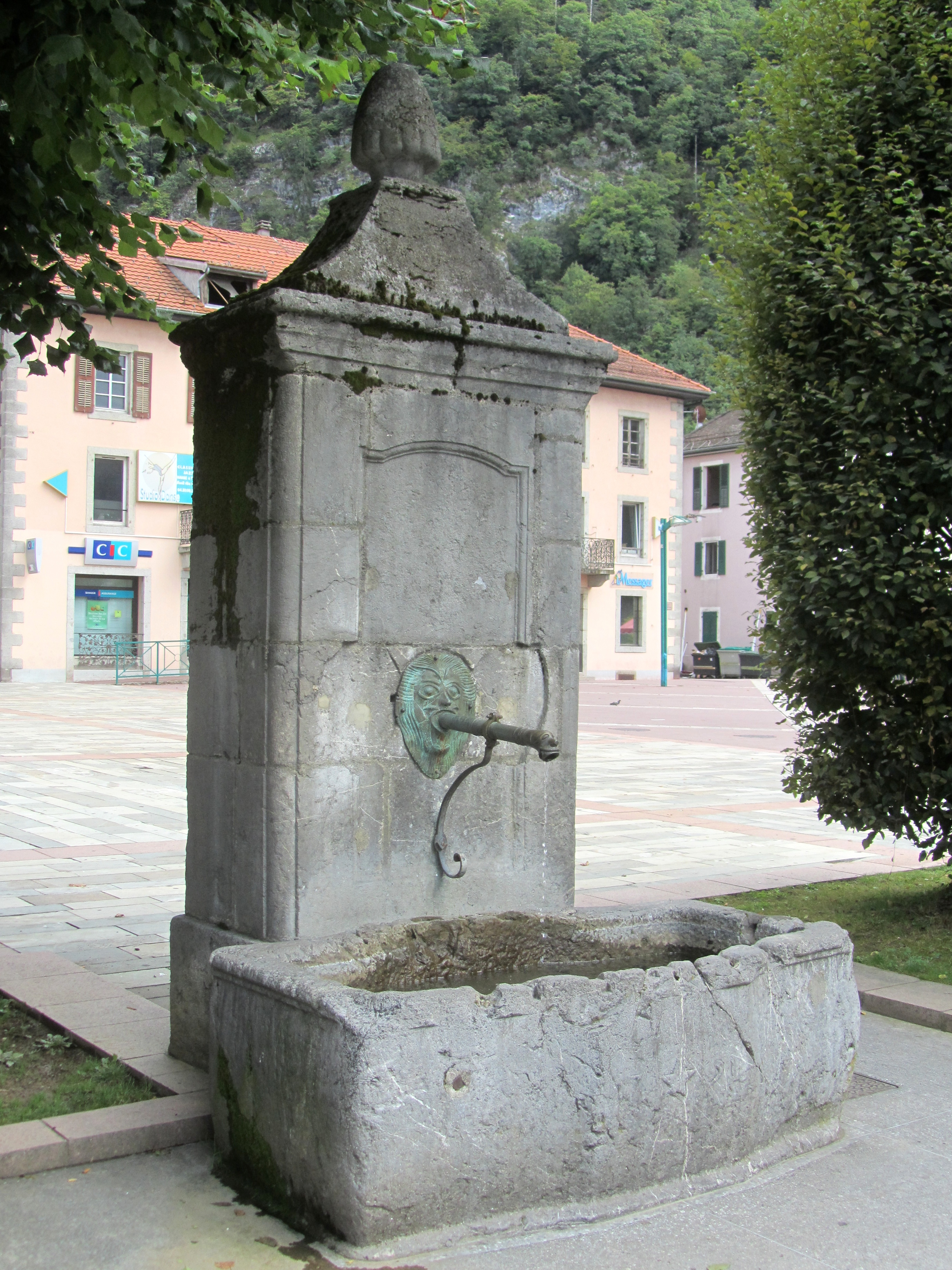
建于18世纪的克吕斯喷泉

“Cluses”一名可能出自高卢语“Cladia”，意为“峡谷”，该名称可能与当地的自然地理景观有关。同省的拉克吕萨地名来源与克吕斯相同。

## 历史
克吕斯的早期历史尚不清楚，其所处的阿尔沃河谷地区在中世纪时长期为萨伏伊公国的一部分。克吕斯于1310年5月4日获得了市镇自由贸易宪章，而根据当地官方网站的论述，同一时期修建的克吕斯圣尼古拉教堂则是当地现存最古老的建筑物。1674年，克吕斯境内兴建了首座横跨阿尔沃河的石拱桥。公元1715年左右，克吕斯境内出现了首家钟表作坊，此后当地的制表业方兴未艾。法国大革命后，克吕斯成为勃朗峰省的一个市镇。拿破仑滑铁卢战役失败后，根据《1815年巴黎条约》，勃朗峰省被萨丁王国控制，克吕斯被划入福西尼行省。1844年6月13日夜间，克吕斯被一场大火烧毁。1860年《都灵条约》签订后，原勃朗峰省归还法国并被重新划分，克吕斯被划入上萨瓦省。1898年，途径克吕斯并沿阿尔沃河延伸的福龙河畔拉罗什－圣热尔韦莱班铁路建成通车，此后，克吕斯境内出现了精密部件工业，当地人口数量快速增加。20世纪后，得益于勃朗峰旅游业的发展，克吕斯又出现了大批服务业设施。2014年，克吕斯火车站被改建为一个综合交通枢纽。

## 地理

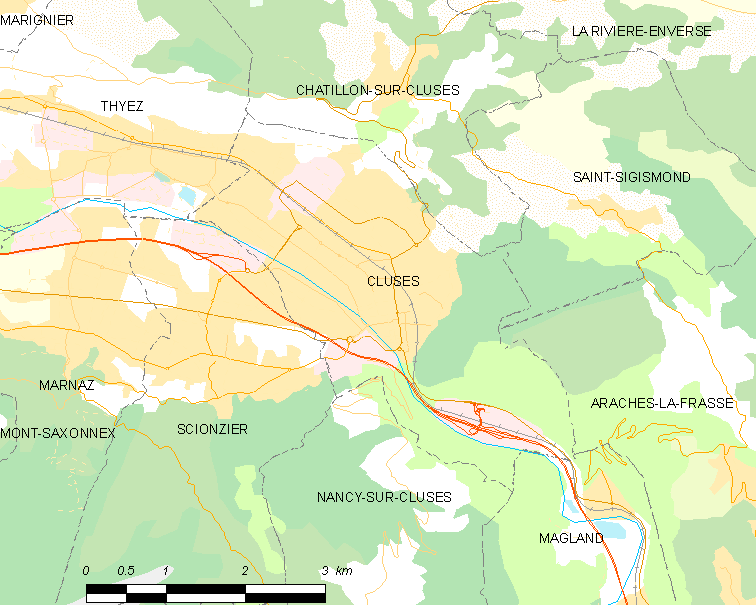
克吕斯市镇范围地图

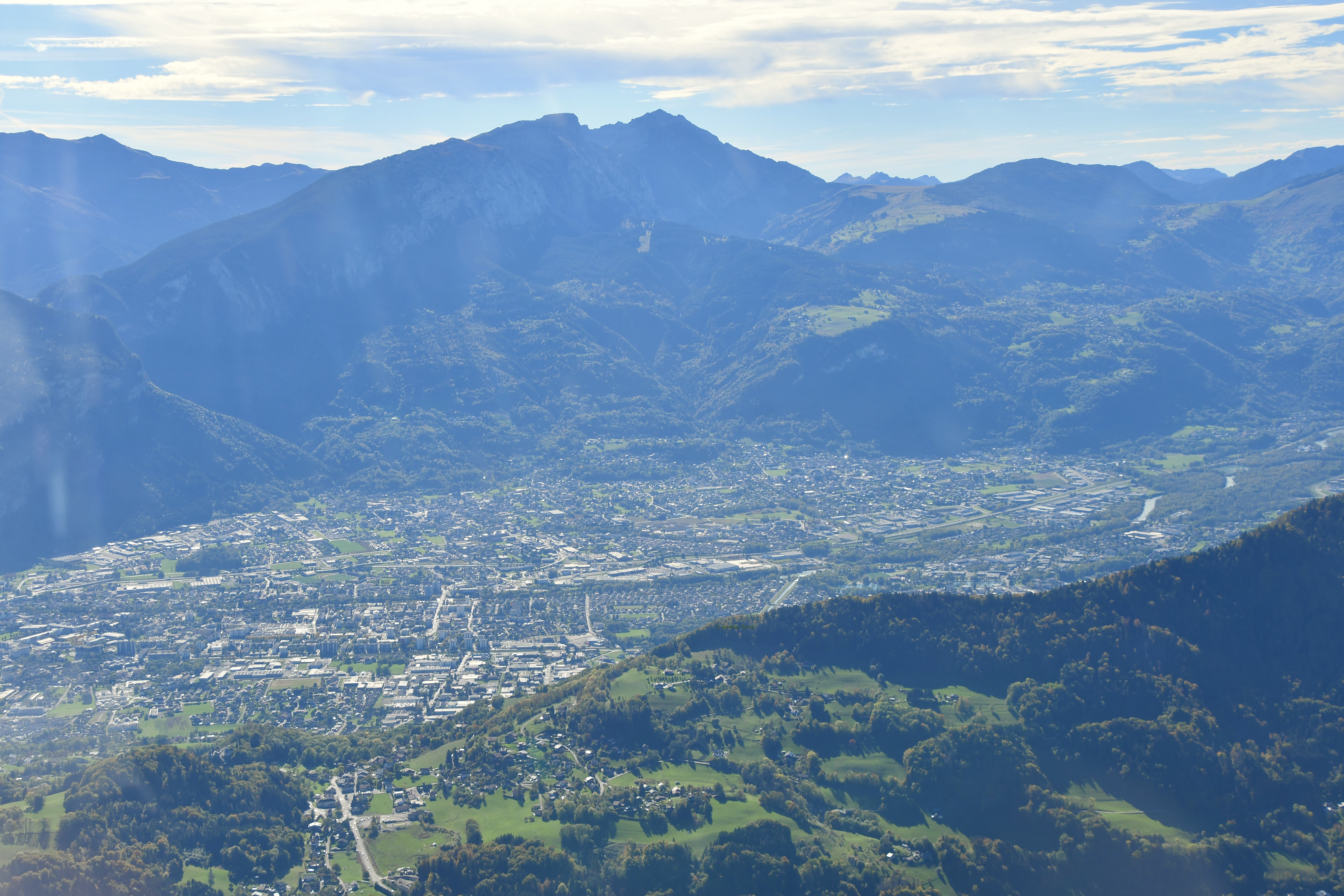
从沙布莱山眺望克吕斯及雄济耶

克吕斯位于法国东部，奥弗涅-罗讷-阿尔卑斯大区东北部和上萨瓦省东部，距离省会阿讷西大约56公里。与克吕斯接壤的市镇包括：蒂耶、沙蒂永叙克吕斯、圣西吉斯蒙、雄济耶、阿拉什-拉弗拉斯、南锡叙克吕斯和马格朗。

### 地形
克吕斯位于法国前阿尔卑斯山脉的一处河谷直至，境内以山地和平原为主，市镇中心地势较为平坦，四周为高山，其中市区北侧为沙布莱山，东侧为日夫尔山，西侧为博尔讷群峰，南侧为阿拉维山脉，全境海拔在470到1175米之间。

### 水文
克吕斯位于罗讷河流域范围内，阿尔沃河自东南向西北流经境内，其右岸支流昂格勒纳溪（ruisseau de l'Englenaz）通过人工渠自东向西流经克吕斯市区并注入阿尔沃河。

### 植被
克吕斯属于温带阔叶林与针叶林交汇区，林地广泛分布于河流附近及市区四周的山地地区。
在鲜花城市的评比中，克吕斯被评为2星级鲜花城市。

### 气候
克吕斯在柯本气候分类法中属于带有温度特征的山地气候，受地形因素影响，当地降水偏多。
距离克吕斯最近的气象站位于圣西吉斯蒙境内，以下为该气象站的数据（其中日照数据取自日内瓦）：
| 圣西吉斯蒙 1981年－2019年 | 圣西吉斯蒙 1981年－2019年 | 圣西吉斯蒙 1981年－2019年 | 圣西吉斯蒙 1981年－2019年 | 圣西吉斯蒙 1981年－2019年 | 圣西吉斯蒙 1981年－2019年 | 圣西吉斯蒙 1981年－2019年 | 圣西吉斯蒙 1981年－2019年 | 圣西吉斯蒙 1981年－2019年 | 圣西吉斯蒙 1981年－2019年 | 圣西吉斯蒙 1981年－2019年 | 圣西吉斯蒙 1981年－2019年 | 圣西吉斯蒙 1981年－2019年 | 圣西吉斯蒙 1981年－2019年 |
| 月份                      | 1月                       | 2月                       | 3月                       | 4月                       | 5月                       | 6月                       | 7月                       | 8月                       | 9月                       | 10月                      | 11月                      | 12月                      | 全年                      |
| ------------------------- | ------------------------- | ------------------------- | ------------------------- | ------------------------- | ------------------------- | ------------------------- | ------------------------- | ------------------------- | ------------------------- | ------------------------- | ------------------------- | ------------------------- | ------------------------- |
| 历史最高温 °C（°F）       | 19.5 (67.1)               | 17.9 (64.2)               | 20.4 (68.7)               | 23.5 (74.3)               | 27.9 (82.2)               | 30.1 (86.2)               | 34.6 (94.3)               | 34.3 (93.7)               | 27.4 (81.3)               | 25.8 (78.4)               | 20.1 (68.2)               | 17.4 (63.3)               | 34.6 (94.3)               |
| 平均高温 °C（°F）         | 3.5 (38.3)                | 4.4 (39.9)                | 8.2 (46.8)                | 11.7 (53.1)               | 16.3 (61.3)               | 20 (68)                   | 22 (72)                   | 21.2 (70.2)               | 16.6 (61.9)               | 12.8 (55.0)               | 6.9 (44.4)                | 3.8 (38.8)                | 12.3 (54.1)               |
| 日均气温 °C（°F）         | 0.4 (32.7)                | 1.1 (34.0)                | 4.3 (39.7)                | 7.4 (45.3)                | 12 (54)                   | 15.4 (59.7)               | 17.4 (63.3)               | 16.9 (62.4)               | 12.8 (55.0)               | 9.5 (49.1)                | 3.9 (39.0)                | 0.9 (33.6)                | 8.5 (47.3)                |
| 平均低温 °C（°F）         | −2.7 (27.1)               | −2.2 (28.0)               | 0.4 (32.7)                | 3.1 (37.6)                | 7.7 (45.9)                | 10.8 (51.4)               | 12.8 (55.0)               | 12.7 (54.9)               | 9 (48)                    | 6.1 (43.0)                | 0.9 (33.6)                | −2.1 (28.2)               | 4.7 (40.5)                |
| 历史最低温 °C（°F）       | −14.3 (6.3)               | −19.4 (−2.9)              | −15 (5)                   | −7.2 (19.0)               | −1 (30)                   | 0 (32)                    | 4.7 (40.5)                | 3.5 (38.3)                | 0.1 (32.2)                | −5.5 (22.1)               | −10 (14)                  | −15.4 (4.3)               | −19.4 (−2.9)              |
| 平均降水量 mm（）         | 122.7 (4.83)              | 114.7 (4.52)              | 121.5 (4.78)              | 120 (4.7)                 | 154.1 (6.07)              | 139.7 (5.50)              | 144.7 (5.70)              | 168.9 (6.65)              | 135.3 (5.33)              | 120.2 (4.73)              | 125.6 (4.94)              | 135.7 (5.34)              | 1,603.1 (63.11)           |
| 月均日照時數              | 59                        | 88.9                      | 154.1                     | 176.3                     | 197                       | 234.7                     | 262.9                     | 237                       | 189.2                     | 118.4                     | 67.1                      | 50.1                      | 1,834.7                   |
| 来源：infoclimat.fr       |                           |                           |                           |                           |                           |                           |                           |                           |                           |                           |                           |                           |                           |

## 行政区划
克吕斯的市镇编号为74081，邮政编号为74300。
在行政管理方面，克吕斯隶属于法国奥弗涅-罗讷-阿尔卑斯大区上萨瓦省博讷维尔区；在地方选举方面，克吕斯是克吕斯县的中央投票站所在地，其市镇范围全境被划入上萨瓦省第六选区；在社会管理方面，克吕斯是克吕斯阿尔沃-蒙塔涅市镇公共社区的办公驻地。
克吕斯市镇被划为五个街区，并实行街区自治制度。克吕斯的莱塞维（Les Ewües）街区为城市政策优先街区。
法国国家统计与经济研究所（简称）在进行数据统计时，将克吕斯及相邻的另外17个市镇设为克吕斯城市核心区，并将包括核心区在内的周边共25个市镇划为克吕斯城市区。自2020年起，克吕斯城市区被包含12个市镇的克吕斯城市辐射区代替。此外，还将克吕斯市镇分为了7个“块区”（IRIS），以便于统计人口分布情况。

## 交通

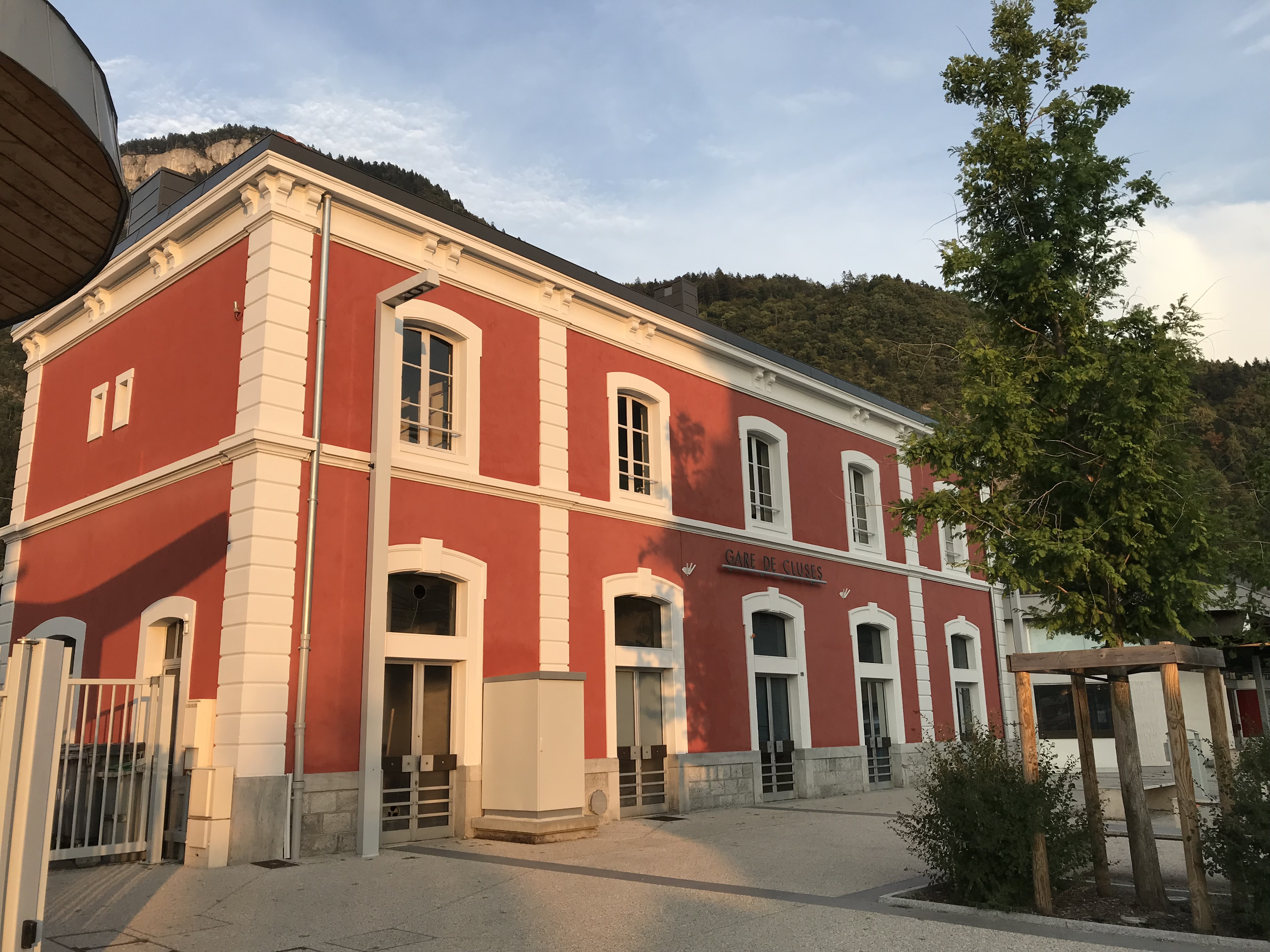
克吕斯火车站主站房

### 公路
法国国家A40号高速公路和多条上萨瓦省省道在克吕斯境内交汇。奥弗涅-罗讷-阿尔卑斯大区下属的城际客运提供巴士线路，可前往周边部分市镇。
| 19 | 2 |

| 阿讷西 | 64 |

| 托农莱班 | 58 |

| 博讷维尔 | 15 |

2019年，72%的克吕斯家庭拥有至少一辆私人汽车。2019年，克吕斯境内共发生各类交通事故9起，造成12人受伤，其中2人重伤。

### 铁路
克吕斯位于福龙河畔拉罗什－圣热尔韦莱班铁路上。克吕斯站位于克吕斯市区东部，该站停靠莱芒特快L3线和往返于贝勒加德与圣热尔韦莱班之间的区域列车，在周末、节假日及旅游旺季期间，克吕斯火车站将停靠前往法国多个城市的高速列车，以及可直通阿讷西及里昂的区域列车。

### 航空
距离克吕斯最近的民用航空站为日内瓦机场，距离克吕斯市中心的公路里程约62公里。

### 城市公共交通
克吕斯城市公共交通（商业名称为）是当地的城市公共交通系统。截至2023年2月，该系统共包括五条公交线路，路网覆盖了克吕斯市区内的主要街道和居民区。

## 政治

### 市政内阁

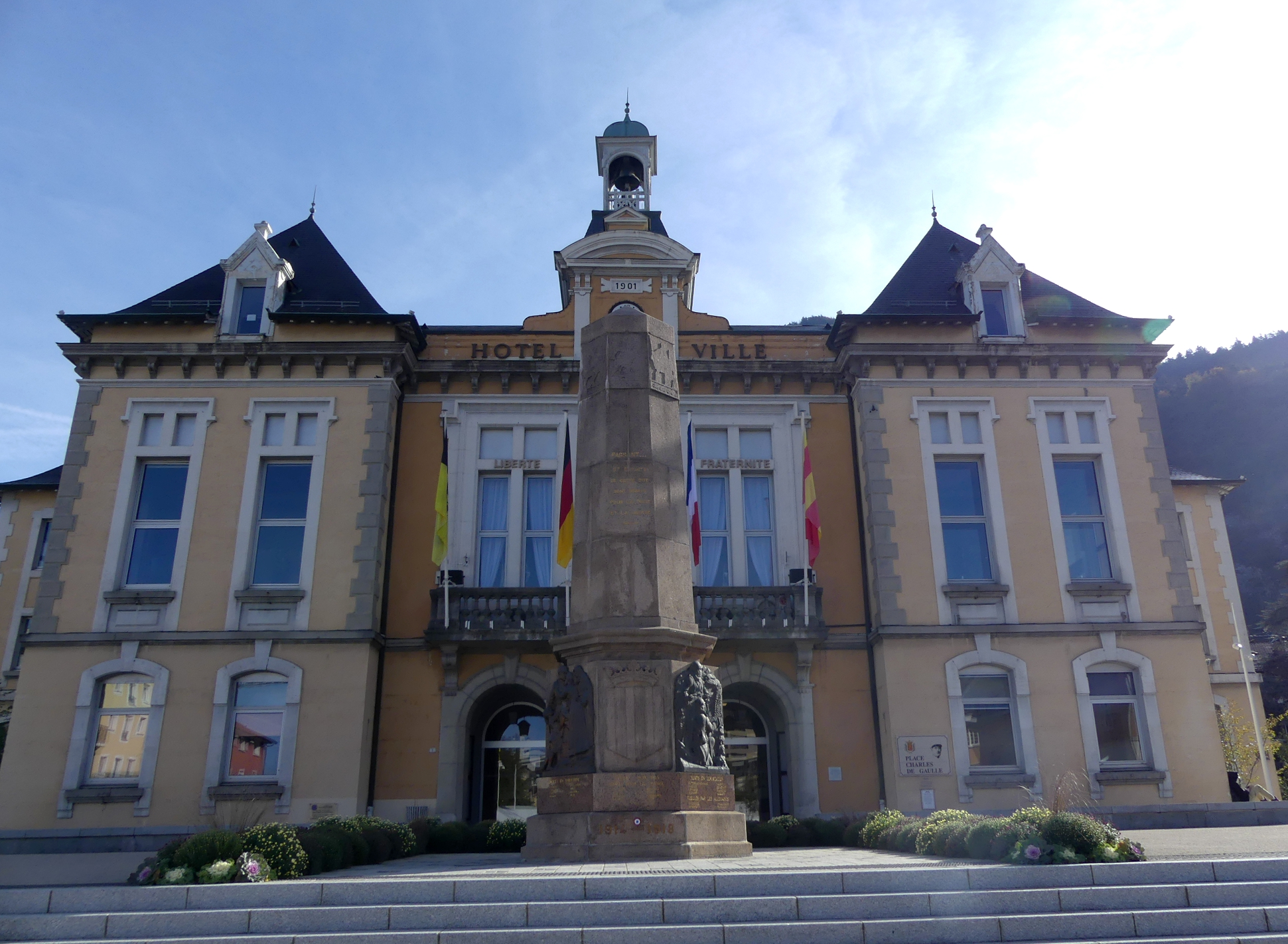
克吕斯市政厅

克吕斯的现任市长为让-菲利普·马斯先生（Jean-Philippe MAS），他是共和党的一名成员，在2020年的市政选举中获得了65.49%的支持率。
| 克吕斯历届市长 | 克吕斯历届市长                   | 克吕斯历届市长                   |
| 任期           | 市长                             | 党派                             |
| -------------- | -------------------------------- | -------------------------------- |
| 1944年－1945年 | Louis GOURDAN 路易·古尔当        | 不详                             |
| 1945年－1977年 | Paul BÉCHET 保罗·贝谢            | 不详                             |
| 1977年－1983年 | Fernand MONTESSUIT 费尔南·蒙泰叙 | 不详                             |
| 1983年－2014年 | Jean-Claude LÉGER 让-克洛德·莱热 | RPR保衛共和聯盟 →UMP人民运动联盟 |
| 2014年－2017年 | Jean-Louis MIVEL 让-路易·米韦尔  | DVD右翼无党派人士                |
| 2017年－       | Jean-Philippe MAS 让-菲利普·马斯 | DVD右翼无党派人士 →LR共和黨      |

### 各级选举
| 克吕斯历届投票选举结果 | 克吕斯历届投票选举结果 | 克吕斯历届投票选举结果 | 克吕斯历届投票选举结果 | 克吕斯历届投票选举结果                  | 克吕斯历届投票选举结果 | 克吕斯历届投票选举结果 | 克吕斯历届投票选举结果                  | 克吕斯历届投票选举结果 | 克吕斯历届投票选举结果 |
| 选举项目               | 选举范围               | 选区单位               | 选区单位内的选举结果   | 选区单位内的选举结果                    | 选区单位内的选举结果   | 选区单位内的选举结果   | 选区单位内的选举结果                    | 选区单位内的选举结果   | 参考资料               |
| 选举项目               | 选举范围               | 选区单位               | 第一轮胜出者           | 第一轮胜出者                            | 支持率                 | 第二轮胜出者           | 第二轮胜出者                            | 支持率                 | 参考资料               |
| ---------------------- | ---------------------- | ---------------------- | ---------------------- | --------------------------------------- | ---------------------- | ---------------------- | --------------------------------------- | ---------------------- | ---------------------- |
| 2017年法國總統選舉     | 法國                   | 市镇                   |                        | 玛丽娜·勒庞                             | 23.26%                 |                        | 埃马纽埃尔·马克龙                       | 63.23%                 | [ 30 ]                 |
| 2017年法国立法选举     | 上萨瓦省第六选区       | 市镇                   |                        | 格扎维埃·罗斯朗                         | 29.51%                 |                        | 格扎维埃·罗斯朗                         | 51.11%                 | [ 30 ]                 |
| 2019年欧洲议会选举     | 法國                   | 市镇                   |                        | 若尔当·巴尔代拉                         | 27.03%                 | （不适用）             | （不适用）                              | （不适用）             | [ 32 ]                 |
| 2021年法国省级选举     | 上萨瓦省               | 县                     |                        | 让-菲利普·马斯 玛丽-安托瓦内特·梅特拉尔 | 44.41%                 |                        | 让-菲利普·马斯 玛丽-安托瓦内特·梅特拉尔 | 51.27%                 | [ 33 ]                 |
| 2021年法国省级选举     | 上萨瓦省               | 市镇                   |                        | 让-菲利普·马斯 玛丽-安托瓦内特·梅特拉尔 | 65.22%                 |                        | 让-菲利普·马斯 玛丽-安托瓦内特·梅特拉尔 | 76.55%                 | [ 33 ]                 |
| 2021年法国大区选举     |                        | 市镇                   |                        | 洛朗·沃基耶                             | 49.21%                 |                        | 洛朗·沃基耶                             | 61.79%                 | [ 34 ]                 |
| 2022年法国总统选举     | 法國                   | 市镇                   |                        | 埃马纽埃尔·马克龙                       | 26.31%                 |                        | 埃马纽埃尔·马克龙                       | 56.2%                  | [ 30 ]                 |
| 2022年法国立法选举     | 上萨瓦省第六选区       | 市镇                   |                        | 格扎维埃·罗斯朗                         | 28.25%                 |                        | 格扎维埃·罗斯朗                         | 55.17%                 | [ 30 ]                 |

## 人口
2019年，克吕斯市镇人口数量为16,918，在法国排名第562位。其中男性8,400人，女性8,518人，75岁及以上人口占7.4%，外籍人口数量为2,657人，人口密度为1,617人/平方公里，当地居民被称为（男性）或（女性）。2020年，克吕斯境内出生188人，死亡人口160人。
| 克吕斯1901年－2020年人口变化情况 |
|                                  |
| 数据来源：Cassini、INSEE         |

## 经济

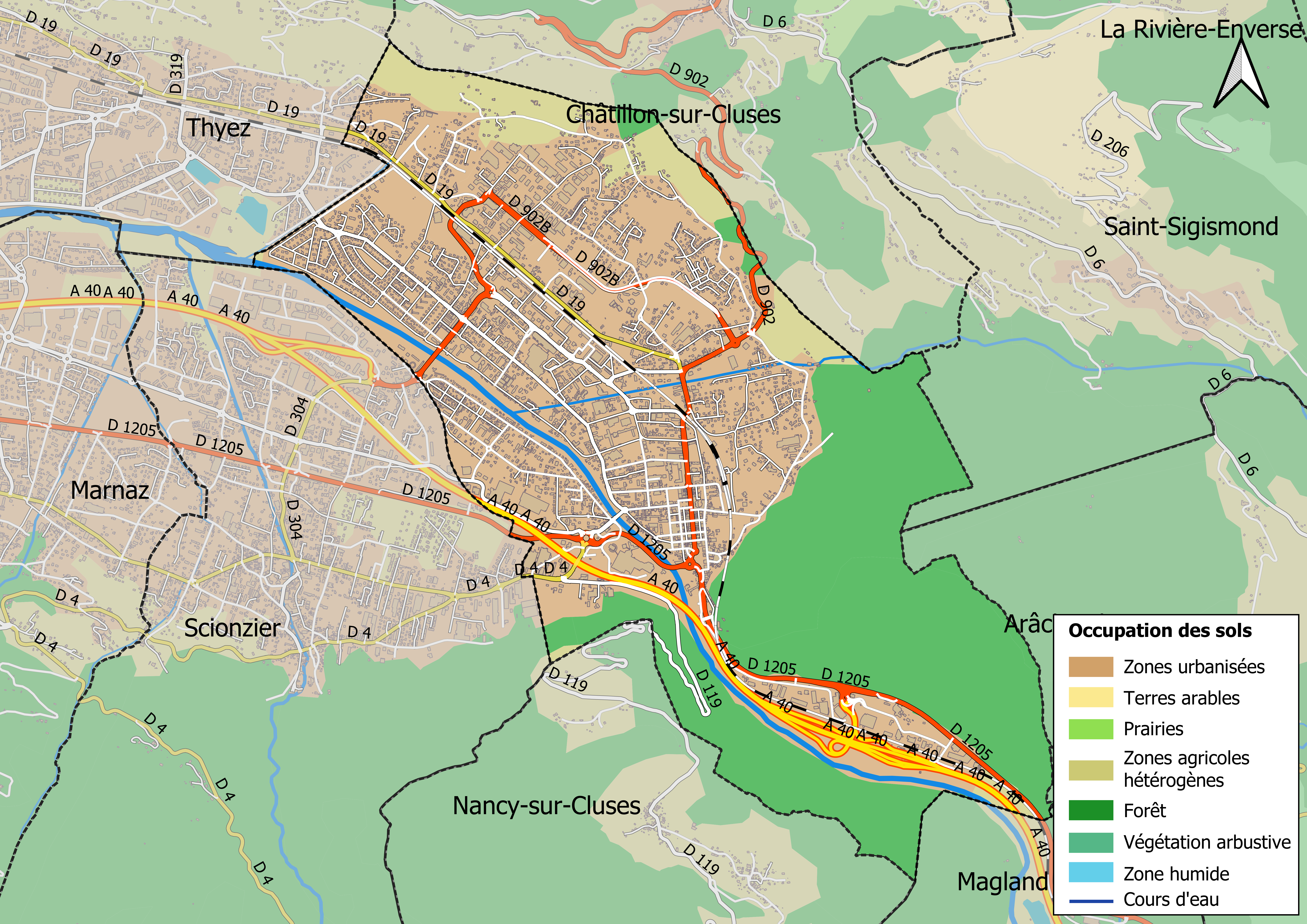
克吕斯土地利用情况地图

克吕斯是一个区域性的中心城市。截止2023年2月，克吕斯市镇范围内共有各类用人单位（包含自雇）2,553家，平均历史为17年，其中97.11%为中小型企业（PME），2022年12月至2023年2月间，当地的经济活力指数为0.94%。（电机设备）、（金属材料）及（汽车配件生产）是当地2021年营业额最高的三个企业，分别为642,101,806欧元、48,916,008欧元和41,285,966欧元。

## 财政与居民收入
2021年，克吕斯的财政收入总额为25,756,500欧元，财政支出总额为23,460,300欧元，当年的债务总额为21,482,100欧元。2021年，克吕斯市镇通过增值税获得665,100欧元的收入，此外当地还共获得了820,300欧元的国家直接财政补助。
2020年，克吕斯的人均月收入总额为2,136欧元，其中高级职员为3,548欧元，低于法国平均水平（4,230欧元）；中级职员为2,458欧元，高于法国平均水平（2,411欧元）；普通职员为1,751欧元，高于法国平均水平（1,740欧元）。
2019年，克吕斯境内的贫困率为17%，青壮年（15至64岁）失业率为14.4%；当地49.5%的家庭拥有纳税资格，平均纳税2,449欧元，低于法国平均水平（3,910欧元）。

## 社会事务

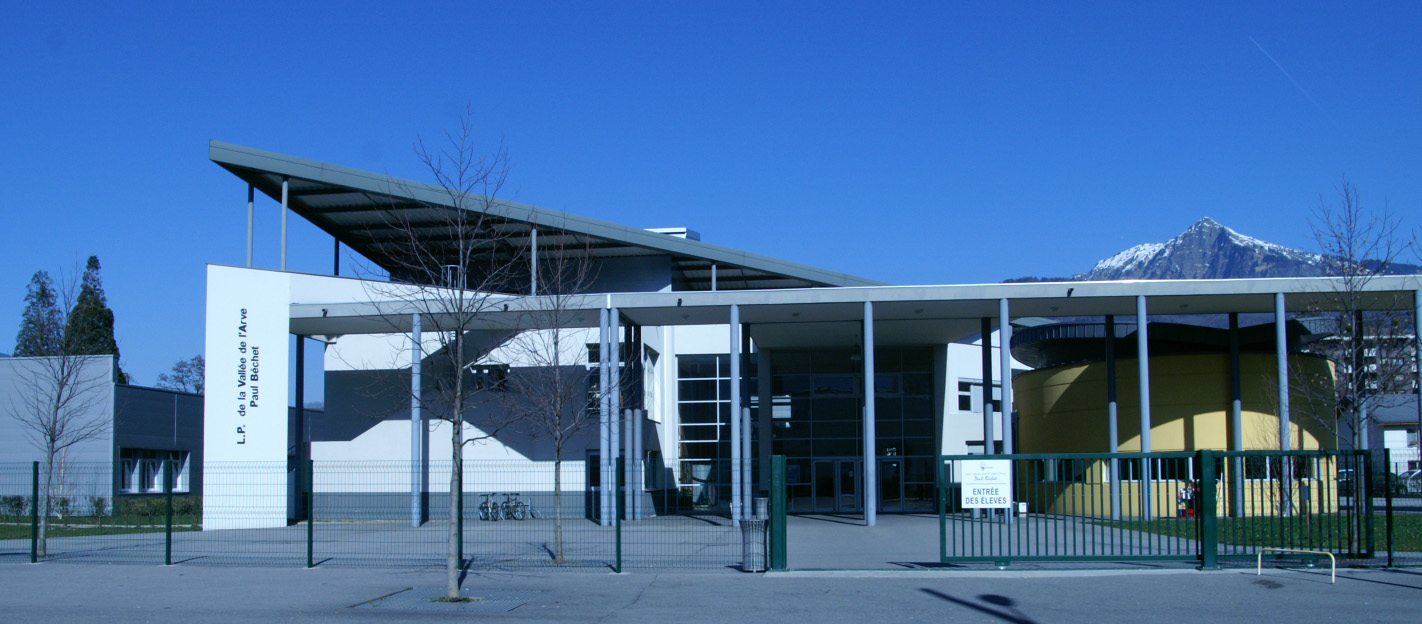
克吕斯的一所高级中学

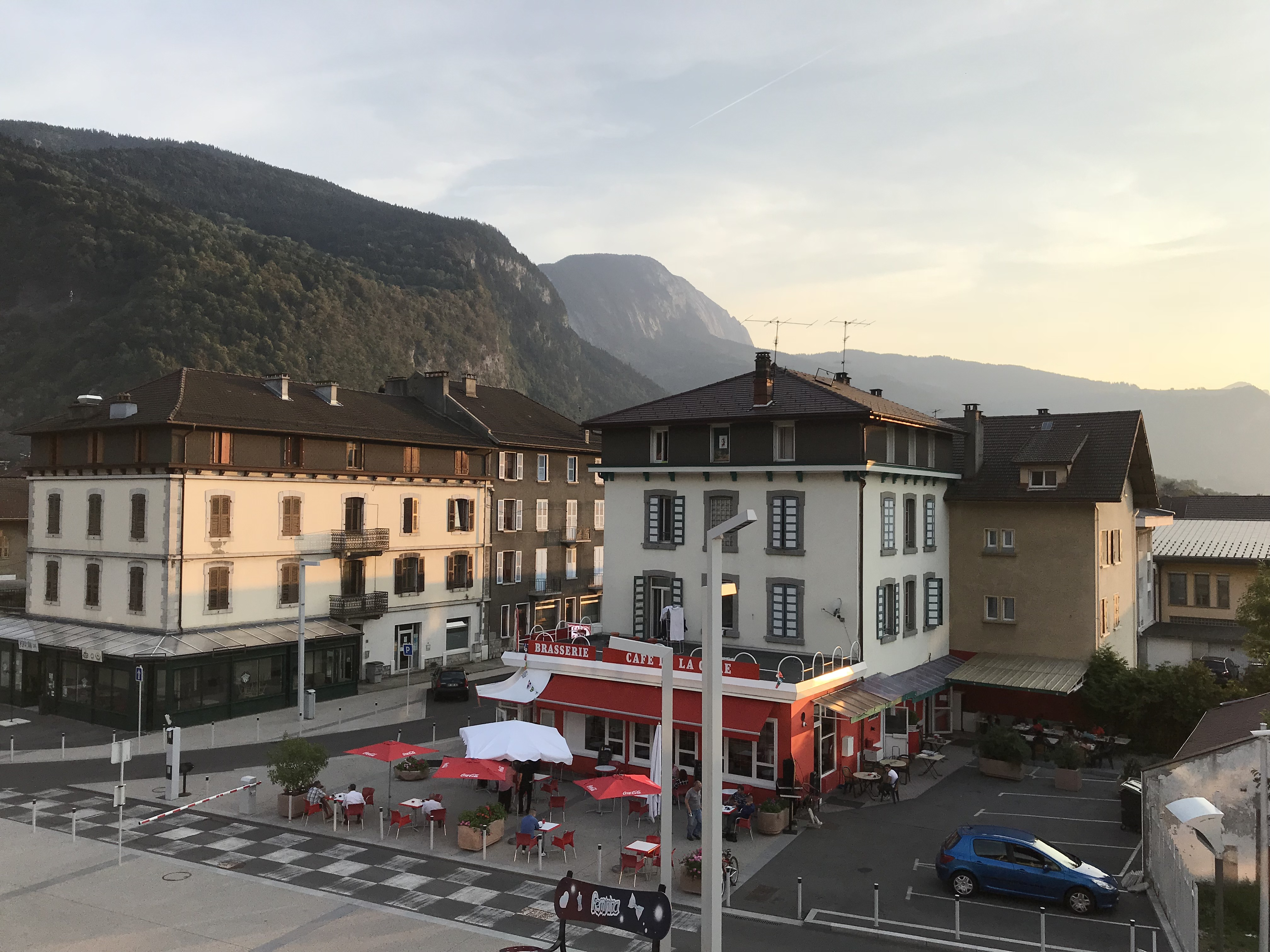
克吕斯火车站前方的商业区

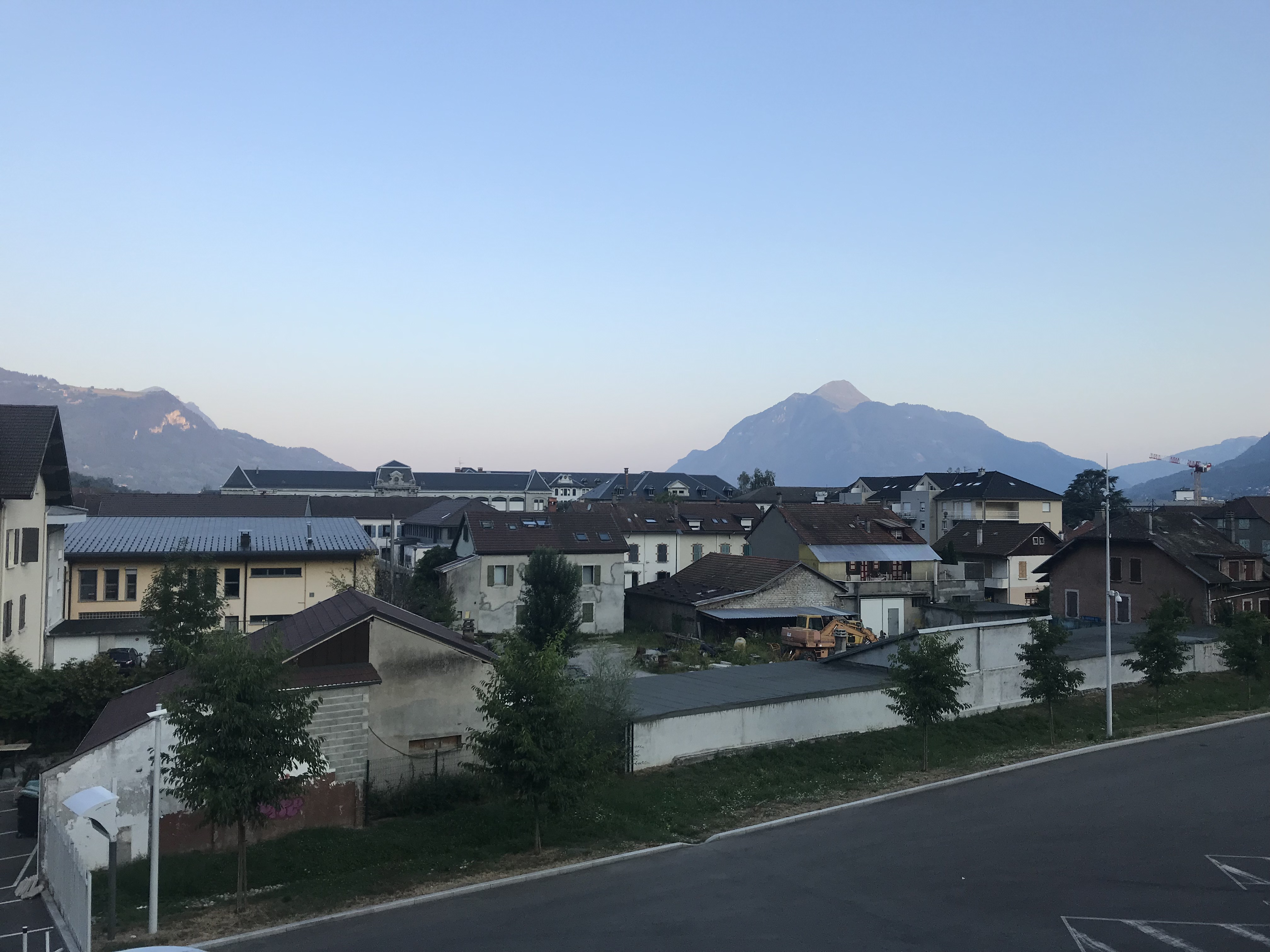
克吕斯的一处居民区

### 教育
克吕斯属于格勒诺布尔学区。截止2021年1月1日，克吕斯境内共有1所幼儿园、7所小学、2所初级中学和2所普通高中。2021至2022学年度，克吕斯境内共有在校中等教育阶段学生3,589名。

### 医疗
截止2021年1月1日，克吕斯境内共有全科医生14名、保健师32名、牙医12名、护士12名、耳科医生2名、眼科医生2名、助产士2名和妇科医生1名。境内共有药房7家、残疾人帮扶中心2家。
距离克吕斯最近的区域性医疗机构为勃朗峰地区市际中心医院（Centre Hospitalier Intercommunal du Pays du Mont-Blanc），其主病区位于萨朗什，距离克吕斯市区的正常车程约16分钟，该院设有床位502个，是当地规模最大的公立综合性医院。

### 住房
2019年，克吕斯境内共有各类住房8,694套，其中20.9%为独立式居民区，78.4%为集中式居民区。常住房屋占克吕斯市镇范围内居民建筑总量的85.0%。
在住房保障政策方面，2021年，克吕斯境内共有1,609户家庭获得了住房经济补助，受益人数占总人口数量的9.5%，其中1,548份为房租补助。

### 商业
2021年，克吕斯境内共有各类实体商铺411家，其中餐厅72家、大型超市2家、杂货店8家、面包房11家、肉铺9家、书店4家、装饰品店2家、银行门店13家、美容美发店27家、汽车维修店26家。克吕斯市区建有家乐福、Grand Frais、Noz等综合购物商场。

### 体育
2021年，克吕斯境内共有1家游泳池、4间体育馆、8处网球场、2处足球或橄榄球场以及1处篮球或排球场。
截至2023年2月，克吕斯境内共有三家注册足球俱乐部。克吕斯-雄济耶俱乐部（编号551383）是当地的代表性足球队，成立于1952年，其主队2022至2023赛季参加奥弗涅-罗讷-阿尔卑斯大区足球联赛甲组（法国第六级别），其主场为市际球场（Stade Intercommunal）。

### 环境
克吕斯的环境事务由其所属的克吕斯阿尔沃-蒙塔涅市镇公共社区联合各级政府协调负责。2021年，克吕斯境内共有2家污染企业。

### 治安
2021年，克吕斯市镇范围内有1处派出所。
克吕斯及其附近的共45个市镇是博讷维尔国家宪兵队（zone gendarmerie de Bonneville）的管辖范围。2020年，该宪兵队累计记录各类案件4,805起，其中盗窃类案件2,175起，经济类案件719起，毒品交易类案件319起。

## 文化

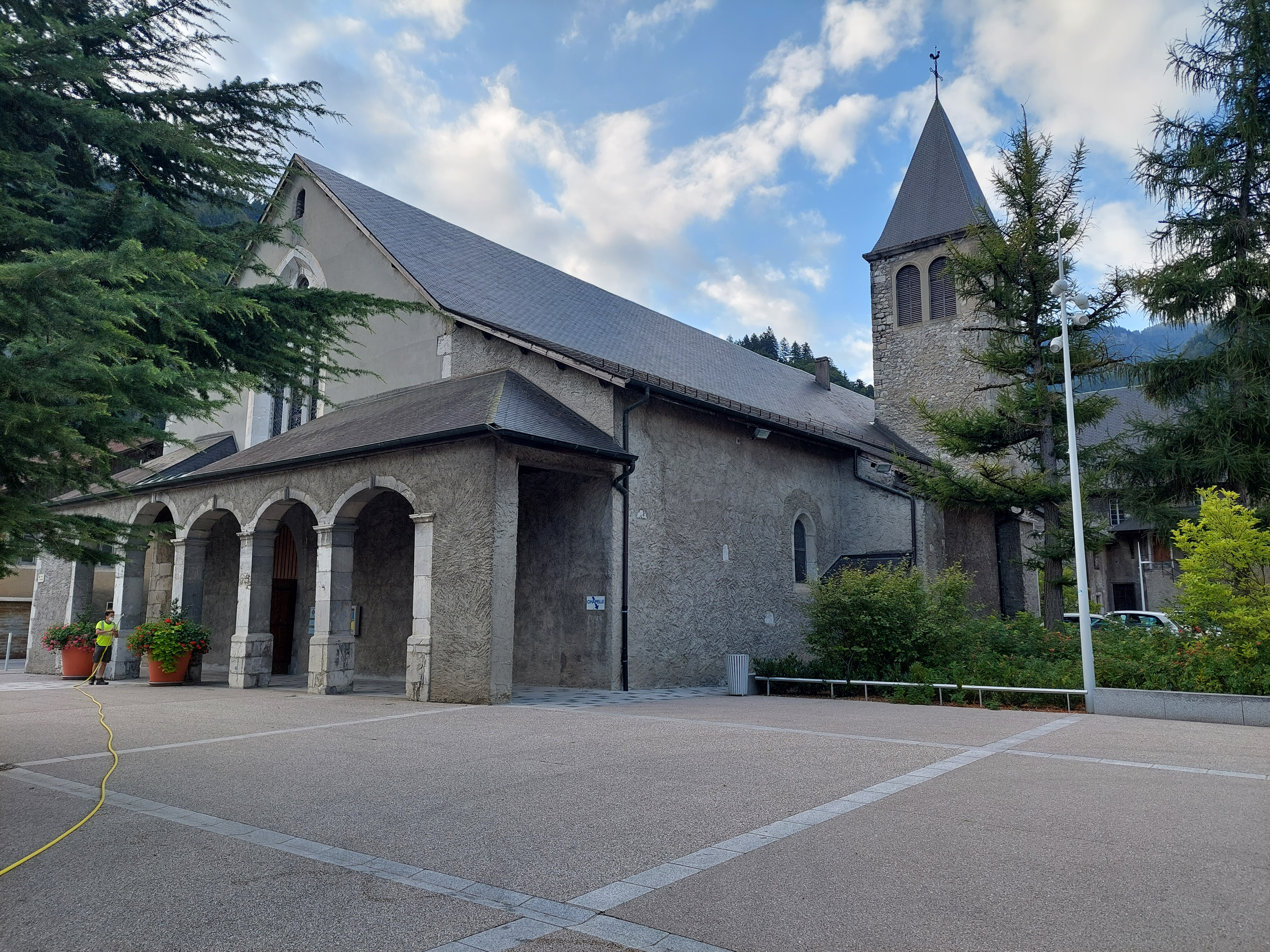
克吕斯最小兄弟会圣尼古拉教堂

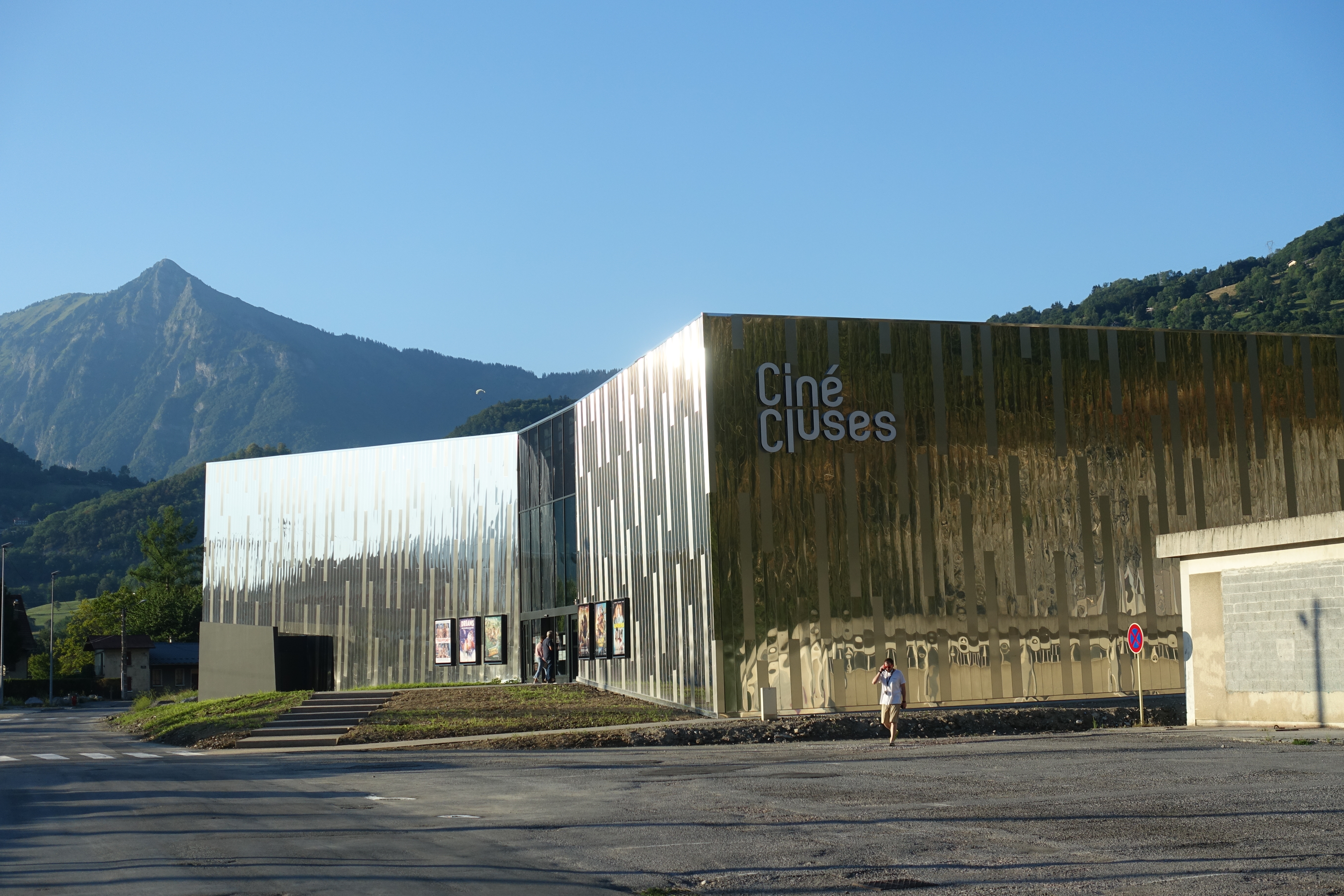
克吕斯电影院

2021年，克吕斯境内共有1家剧场和2家电影院。克吕斯市区建有多媒体中心，全年向公众开放。

### 建筑
克吕斯境内有多处历史建筑，其中老桥和泉为法国国家文物保护单位，镇中心的最小兄弟会圣尼古拉教堂是当地的地标性建筑物。

### 旅游
克吕斯的旅游事务由其所属的克吕斯阿尔沃-蒙塔涅市镇公共社区负责。2022年，克吕斯境内共有3家酒店共计68间房间；另有1个露营地，可容纳共100辆露营车。

### 媒体
法国主要的媒体均可在克吕斯接收，法国电视三台下属的奥弗涅-罗讷-阿尔卑斯大区频道在部分时段播出克吕斯所在上萨瓦省的地方新闻。蓝色法兰西萨瓦地区广播、勃朗峰广播、勃朗峰电视台、《信使报》等是当地主要的地方性媒体。

## 相关人物
法国地理学家约瑟夫·尼科莱、滑雪运动员热罗姆·盖和安东尼·伯纳出生于克吕斯。

## 友好城市
截至2023年2月，克吕斯共与两座城市互为友好城市关系：
- 德国 特罗辛根（1974年）
- 美国 比弗頓（1999年）